# Ithycyphus perineti
Ithycyphus perineti är en ormart som beskrevs av Domergue 1986. Ithycyphus perineti ingår i släktet Ithycyphus och familjen snokar. IUCN kategoriserar arten globalt som livskraftig.
Artens utbredningsområde är Madagaskar. Ormen har två från varandra skilda populationer, en på norra Madagaskar och en i öns östra delar, men inte vid havet. Habitatet utgörs av fuktiga skogar där arten klättrar i träd. Ithycyphus perineti jagar bland annat kameleonter som Calumma brevicorne.
Inga underarter finns listade i Catalogue of Life.